# Ryttar-VM 2018
Ryttar-VM 2018 avgjordes på Tryon International Equestrian Center strax utanför Mill Spring i Polk County, North Carolina, USA den 11 till 23 september 2018. Det var det åttonde samlade Ryttar-VM som anordnades av FEI. För de tre olympiska grenarna är världsmästerskapen den första möjligheten att kvalificera sig till OS 2020 i Tokyo.

## Grenar
| Dressyr                  | Körning     | Distansritt          | Fälttävlan  | Banhoppning | Reining     | Voltige            | Paradressyr     |
| ------------------------ | ----------- | -------------------- | ----------- | ----------- | ----------- | ------------------ | --------------- |
| Individuell              | Individuell | Individuell Avbrutet | Individuell | Individuell | Individuell | Herrar individuell | Individuell     |
| Individuell kür Inställt | Individuell | Individuell Avbrutet | Individuell | Individuell | Individuell | Damer individuell  | Individuell kür |
| Lag                      | Lag         | Lag Avbrutet         | Lag         | Lag         | Lag         | Lag                | Lag             |

## Ansökningar
Ansökningsprocessen för 2018 års Ryttar-VM började 2011 med en första kandidatfas, där åtta nationer uttryckte sitt intresse, men endast fem av dem blev officiella kandidater under 2012. Australien, Ryssland och Sverige drog tillbaka sina kandidaturer innan den officiella kandidatfasen avslutades, medan Rabat, Bromont, Budapest, Wien och Wellington gick vidare med sina kandidaturer. Under 2013 hoppade fyra av de fem kandidaterna av och lämnade Bromont ensam som kandidat. Då Bromonts kandidatur bedömdes sakna tillräckligt ekonomiskt stöd beslutade FEI att återuppta kandidatfasen.
I den andra omgången kandiderade Bromont, Wellington, Lexington och Storbritannien. Wellington och Storbritannien hoppade av snabbt och lämnade Lexington och Bromont kvar som kandidater. Till slut tilldelades Bromont värdskapet den 9 juni 2014. Bromont drog sig tillbaka från värdskapet 2016, eftersom det ekonomiska stödet inte var säkrat. Efter Bromonts avhopp uttryckte Šamorín, Slovakien och Tryon International Equestrian Center, officiellt genom den lilla staden Tryon, North Carolina sitt intresse för att vara värd för evenemanget. Tryon tilldelades spelen den 3 november 2016.

## Medaljörer

### Dressyr
Den individuella kürfinalen flyttades först från söndagen till måndag förmiddag på grund av att man väntade sig extrema mängder regn som en följd av Orkanen Florence. Senare ställdes kürfinalen in helt och hållet då underlaget i den inomhusarena som var tillgänglig bedömdes vara olämpligt och transportflygen som skulle transportera dressyrhästarna kunde inte skjuta upp sina avgångar. Därmed delades det inte ut några medaljer i kür 2018.
| Gren                         | Guld | Guld | Silver | Silver | Brons | Brons |
| ---------------------------- | --- | --- | --- | --- | --- | --- |
| Individuell dressyr detaljer | Isabell Werth Bella Rose | Tyskland | Laura Graves Verdades                                                                                                | USA | Charlotte Dujardin Mount St John Freestyle | Storbritannien |
| Lag dressyr detaljer         | Tyskland Jessica von Bredow-Werndl TSF Dalera BB Dorothee Schneider Sammy Davis Jr. Sönke Rothenberger Cosmo Isabell Werth Bella Rose | Tyskland Jessica von Bredow-Werndl TSF Dalera BB Dorothee Schneider Sammy Davis Jr. Sönke Rothenberger Cosmo Isabell Werth Bella Rose | USA Steffen Peters Suppenkasper Adrienne Lyle Salvino Kasey Perry-Glass Goerklintgaards Dublet Laura Graves Verdades | USA Steffen Peters Suppenkasper Adrienne Lyle Salvino Kasey Perry-Glass Goerklintgaards Dublet Laura Graves Verdades | Storbritannien Spencer Wilton Super Nova II Emile Faurie Dono di Maggio Carl Hester Hawtins Delicato Charlotte Dujardin Mount St John Freestyle | Storbritannien Spencer Wilton Super Nova II Emile Faurie Dono di Maggio Carl Hester Hawtins Delicato Charlotte Dujardin Mount St John Freestyle |

### Körning
| Gren                         | Guld                                                     | Guld                                                     | Silver                                                    | Silver                                                    | Brons                                               | Brons                                               |
| ---------------------------- | -------------------------------------------------------- | -------------------------------------------------------- | --------------------------------------------------------- | --------------------------------------------------------- | --------------------------------------------------- | --------------------------------------------------- |
| Individuell körning detaljer | Boyd Exell                                               | Australien                                               | Chester Weber                                             | USA                                                       | Edouard Simonet                                     | Belgien                                             |
| Lag körning detaljer         | USA James Fairclough Misdee Wrigley-Miller Chester Weber | USA James Fairclough Misdee Wrigley-Miller Chester Weber | Nederländerna Bram Chardon Koos De Ronde Ijsbrand Chardon | Nederländerna Bram Chardon Koos De Ronde Ijsbrand Chardon | Belgien Dries Degrieck Glenn Geerts Edouard Simonet | Belgien Dries Degrieck Glenn Geerts Edouard Simonet |

### Distansritt
Distansritten förkortades till 120 kilometer istället för 160 kilometer och startades om efter att flertalet ekipage hade visats till fel område för starten. Senare på dagen bedömdes den höga temperaturen och luftfuktigheten i kombination med det blöta och tunga underlaget utgöra en hälsorisk för hästarna och tävlingen avbröts slutligen. Därmed delades det inte ut några medaljer i distansritt under världsmästerskapet 2018.

### Fälttävlan
| Gren                            | Guld | Guld | Silver | Silver | Brons | Brons |
| ------------------------------- | --- | --- | --- | --- | --- | --- |
| Individuell fälttävlan detaljer | Rosalind Canter Allstar B | Storbritannien | Padraig McCarthy Mr Chunky | Irland | Ingrid Klimke SAP Hale Bob OLD | Tyskland |
| Lag fälttävlan detaljer         | Storbritannien Rosalind Canter Allstar B Piggy French Quarrycrest Echo Tom McEwen Toledo de Kerser Gemma Tattersall Arctic Soul | Storbritannien Rosalind Canter Allstar B Piggy French Quarrycrest Echo Tom McEwen Toledo de Kerser Gemma Tattersall Arctic Soul | Irland Padraig McCarthy Mr Chunky Sarah Ennis Horseware Stellor Rebound Sam Watson Horseware Ardagh Highlight Cathal Daniels Rioghan Rua | Irland Padraig McCarthy Mr Chunky Sarah Ennis Horseware Stellor Rebound Sam Watson Horseware Ardagh Highlight Cathal Daniels Rioghan Rua | Frankrike Thibaut Vallette Qing du Briot ENE HN Maxime Livio Opium de Verrieres Sidney Dufresne Tresor Mail Donatien Schauly Pivoine des Touches | Frankrike Thibaut Vallette Qing du Briot ENE HN Maxime Livio Opium de Verrieres Sidney Dufresne Tresor Mail Donatien Schauly Pivoine des Touches |

### Banhoppning
| Gren                 | Guld                                                                                               | Guld                                                                                               | Silver | Silver | Brons | Brons |
| -------------------- | -------------------------------------------------------------------------------------------------- | -------------------------------------------------------------------------------------------------- | --- | --- | --- | --- |
| Individuell detaljer | Simone Blum DSP Alice                                                                              | Tyskland                                                                                           | Martin Fuchs Clooney | Schweiz | Steve Guerdat Bianca | Schweiz |
| Lag detaljer         | USA Devin Ryan Eddie Blue Adrienne Sternlicht Cristalline Laura Kraut Zeremonie McLain Ward Clinta | USA Devin Ryan Eddie Blue Adrienne Sternlicht Cristalline Laura Kraut Zeremonie McLain Ward Clinta | Sverige Henrik von Eckermann Toveks Mary Lou Malin Baryard-Johnsson H&M Indiana Fredrik Jönsson Cold Play Peder Fredricson H&M Christian K | Sverige Henrik von Eckermann Toveks Mary Lou Malin Baryard-Johnsson H&M Indiana Fredrik Jönsson Cold Play Peder Fredricson H&M Christian K | Tyskland Simone Blum DSP Alice Laura Klaphake Catch Me If You Can OLD Maurice Tebbel Don Diarado Marcus Ehning Pret A Tout | Tyskland Simone Blum DSP Alice Laura Klaphake Catch Me If You Can OLD Maurice Tebbel Don Diarado Marcus Ehning Pret A Tout |

### Reining
| Gren                         | Guld | Guld | Silver | Silver | Brons | Brons |
| ---------------------------- | --- | --- | --- | --- | --- | --- |
| Individuell reining detaljer | Bernard Fonck What a Wave                                                                                               | Belgien | Daniel Huss Ms Dreamy | USA | Cade McCutcheon Custom Made Gun | USA |
| Lag reining detaljer         | USA Casey Deary Heavy Duty Chex Cade Mccutcheon Custom Made Gun Daniel Huss Ms Dreamy Jordan Larson ARC Gunnabeabigstar | USA Casey Deary Heavy Duty Chex Cade Mccutcheon Custom Made Gun Daniel Huss Ms Dreamy Jordan Larson ARC Gunnabeabigstar | Belgien Dries Verschueren Smart'n'Sparkin Ann Poels Made In Walla Cira Baeck Gunners Snappy Chic Bernard Fonck What a Wave | Belgien Dries Verschueren Smart'n'Sparkin Ann Poels Made In Walla Cira Baeck Gunners Snappy Chic Bernard Fonck What a Wave | Tyskland Grischa Ludwig Ruf Lil Diamond Markus Süchting Spotlight Charly Robin Schoeller Wimpy Kaweah Julia Schumacher Coeurs Little Tyke | Tyskland Grischa Ludwig Ruf Lil Diamond Markus Süchting Spotlight Charly Robin Schoeller Wimpy Kaweah Julia Schumacher Coeurs Little Tyke |

### Voltige
| Gren                                | Guld                                                                                               | Guld                                                                                               | Silver                                                                                   | Silver                                                                                   | Brons                                                                                               | Brons                                                                                               |
| ----------------------------------- | -------------------------------------------------------------------------------------------------- | -------------------------------------------------------------------------------------------------- | ---------------------------------------------------------------------------------------- | ---------------------------------------------------------------------------------------- | --------------------------------------------------------------------------------------------------- | --------------------------------------------------------------------------------------------------- |
| Individuell voltige herrar detaljer | Lambert Leclezio                                                                                   | Frankrike                                                                                          | Jannik Heiland                                                                           | Tyskland                                                                                 | Thomas Brüsewitz                                                                                    | Tyskland                                                                                            |
| Individuell voltige damer detaljer  | Kristina Boe                                                                                       | Tyskland                                                                                           | Janika Derks                                                                             | Tyskland                                                                                 | Lisa Wild                                                                                           | Österrike                                                                                           |
| Trupp voltige detaljer              | Tyskland Thomas Brüsewitz Torben Jacobs Jana Zelesny Chiara Congia Justin van Gerven Corinna Knauf | Tyskland Thomas Brüsewitz Torben Jacobs Jana Zelesny Chiara Congia Justin van Gerven Corinna Knauf | Schweiz Nadja Büttiker Ramona Näf Elisabeth Bieri Aline Koller Kyra Seiler Samira Koller | Schweiz Nadja Büttiker Ramona Näf Elisabeth Bieri Aline Koller Kyra Seiler Samira Koller | Österrike Lisa Wild Katharina Luschin Magdalena Riegler Barbara Hruza Nikolaus Luschin Leonie Poljc | Österrike Lisa Wild Katharina Luschin Magdalena Riegler Barbara Hruza Nikolaus Luschin Leonie Poljc |
| Pas-de-deux voltige detaljer        | Italien Lorenzo Lupacchini Silvia Stopazzini                                                       | Italien Lorenzo Lupacchini Silvia Stopazzini                                                       | Österrike Jasmin Lindner Lukas Wacha                                                     | Österrike Jasmin Lindner Lukas Wacha                                                     | Tyskland Janika Derks Johannes Kay                                                                  | Tyskland Janika Derks Johannes Kay                                                                  |
| Lag voltige detaljer                | Tyskland                                                                                           | Tyskland                                                                                           | Schweiz                                                                                  | Schweiz                                                                                  | Österrike                                                                                           | Österrike                                                                                           |

### Paradressyr
| Gren                                    | Guld | Guld | Silver | Silver | Brons | Brons |
| --------------------------------------- | --- | --- | --- | --- | --- | --- |
| Individuell paradressyr grad 1 detaljer | Sara Morganti Royal Delight | Italien | Laurentia Tan Fuerst Sherlock                                                                                                   | Singapore | Elke Philipp Fuerst Sinclair | Tyskland |
| Individuell paradressyr grad 2 detaljer | Stinna Kaastrup Horsebo Smarties | Danmark | Pepo Puch Sailor's Blue | Österrike | Nicole den Dulk Wallace N.O.P.                                                                                                   | Nederländerna |
| Individuell paradressyr grad 3 detaljer | Rixt van der Horst Findsley | Nederländerna | Natasha Baker Mount St John Diva Dannebrog                                                                                      | Storbritannien | Rebecca Hart El Corona Texel | USA |
| Individuell paradressyr grad 4 detaljer | Sanne Voets Demantur N.O.P. | Nederländerna | Rodolpho Riskalla Don Henrico                                                                                                   | Brasilien | Susanne Jensby Sunesen CSK's Que Faire                                                                                           | Danmark |
| Individuell paradressyr grad 5 detaljer | Sophie Wells C Fatal Attraction | Storbritannien | Frank Hosmar Alphaville N.O.P.                                                                                                  | Nederländerna | Regine Mispelkamp Look At Me Now                                                                                                 | Tyskland |
| Individuell kür grad 1 detaljer         | Sara Morganti Royal Delight | Italien | Rihards Snikus King Of The Dance                                                                                                | Lettland | Roxanne Trunnell Dolton | USA |
| Individuell kür grad 2 detaljer         | Stinna Tange Kaastrup Horsebo Smarties                                                                                              | Danmark | Pepo Puch Sailor's Blue | Österrike | Nicole den Dulk Wallace N.O.P.                                                                                                   | Nederländerna |
| Individuell kür grad 3 detaljer         | Rixt van der Horst Findsley | Nederländerna | Rebecca Hart El Corona Texel | USA | Angelika Trabert Diamond's Shine                                                                                                 | Tyskland |
| Individuell kür grad 4 detaljer         | Sanne Voets Demantur N.O.P. | Nederländerna | Rodolpho Riskalla Don Henrico                                                                                                   | Brasilien | Kate Shoemaker Solitaer | USA |
| Individuell kür grad 5 detaljer         | Sophie Wells C Fatal Attraction | Storbritannien | Frank Hosmar Alphaville N.O.P.                                                                                                  | Nederländerna | Tomoko Nakamura Djazz F | Japan |
| Lag paradressyr detaljer                | Nederländerna Frank Hosmar Alphaville N.O.P. Nicole den Dulk Wallace N.O.P. Sanne Voets Demantur N.O.P. Rixt van der Horst Findsley | Nederländerna Frank Hosmar Alphaville N.O.P. Nicole den Dulk Wallace N.O.P. Sanne Voets Demantur N.O.P. Rixt van der Horst Findsley | Storbritannien Sophie Wells C Fatal Attraction Lee Pearson Styletta Natasha Baker Mount St John Diva Dannebrog Erin Orford Dior | Storbritannien Sophie Wells C Fatal Attraction Lee Pearson Styletta Natasha Baker Mount St John Diva Dannebrog Erin Orford Dior | Tyskland Regine Mispelkamp Look At Me Now Angelika Trabert Diamond's Shine Steffen Zeibig Feel Good Elke Philipp Fuerst Sinclair | Tyskland Regine Mispelkamp Look At Me Now Angelika Trabert Diamond's Shine Steffen Zeibig Feel Good Elke Philipp Fuerst Sinclair |